# Saint-Ilpize
Saint-Ilpize is een gemeente in het Franse departement Haute-Loire (regio Auvergne-Rhône-Alpes) en telt 205 inwoners (1999). De plaats maakt deel uit van het arrondissement Brioude.

## Geografie
De oppervlakte van Saint-Ilpize bedraagt 11,5 km², de bevolkingsdichtheid is 17,8 inwoners per km².
De onderstaande kaart toont de ligging van Saint-Ilpize met de belangrijkste infrastructuur en aangrenzende gemeenten.

## Demografie
Onderstaande figuur toont het verloop van het inwonertal (bron: INSEE-tellingen).